# Mario Gramsci
Mario Gramsci (Sorgono, 9 febbraio 1893 – Varese, 24 novembre 1945) è stato un militare italiano, è ritenuto il fondatore della sede di Varese del Partito Nazionale Fascista ma non vi sono prove documentarie in grado di provare questa affermazione. Era fratello di Antonio Gramsci, uno dei fondatori e poi segretario del PCdI.

## Biografia
Nato nel 1893 a Sorgono da Francesco (1860-1937) e Giuseppina Marcias (1861-1932), giovanissimo fu dalla famiglia avviato al seminario, ma si rifiutò di prendere la tonaca e con l'inizio della grande guerra si arruolò volontario raggiungendo il grado di sottotenente
Fu segretario cittadino del PNF a Ghilarza e in seguito si spostò a Varese dove visse con la moglie Anna Maffei Parravicini, proveniente da una famiglia aristocratica lombarda, e i due figli Gianfranco e Cesarina. A Varese fu tra i fondatori del Fascio cittadino. 
La stessa figlia Cesarina in un'intervista all'Espresso del 1997 dal titolo "Mio padre, il Gramsci nero" sostenne che dopo un iniziale allontanamento Mario Gramsci si adoperò per mitigare le condizioni carcerarie del fratello Antonio, affermazione priva di riscontri fattuali.
Nel 1935 partì come volontario nella MVSN per la Guerra d'Etiopia e tornò in Italia nel 1936. Nel 1940 partì volontario per il Nordafrica dove combatté in Libia nel 4º Reggimento “Libico”, col grado di capitano.
Come testimoniato dalla scheda personale di prigioniero di guerra, fu fatto prigioniero dagli australiani l'11 dicembre 1940, ed internato prima in Egitto nel campo 309 di El Kassassin e poi in Australia, prima nel campo di Murchison e poi dal settembre 1942 nel campo di Myrtlefort. Dopo l’8 settembre 1943 divenne prigioniero non collaboratore dichiarando di essere monarchico.
Fu rimpatriato dalla prigionia ai primi di settembre del 1945, ma durante il viaggio di ritorno contrasse una grave forma il tifo che lo avrebbe portato alla morte nel giro di poche settimane. Malato, il 7 settembre a Napoli fu subito sottoposto ad interrogatorio dalla Commissione addetta agli ufficiali reduci dalla prigionia, dal cui verbale risulta che sottoscrisse di essere monarchico e antifascista fin dall’8 settembre del 1943 chiedendo di combattere contro i tedeschi. e di essere stato costretto a cambiare campo "per l'ostracismo fatto a noi antifascisti dagli elementi fascisti"
A causa del tifo contratto in prigionia morì in un ospedale di Varese il 25 novembre.